# استیون ترونه
استیون ترونه (فرانسوی: Steven Tronet‎؛ زادهٔ ۱۴ اکتبر ۱۹۸۶) دوچرخه‌سوار اهل فرانسه است.
از باشگاه‌هایی که در آن رکاب زده‌است می‌توان به سن میشل–اوبر۹۳، تیم دوچرخه‌سواری فورتونئو–اسکارو، تیم دوچرخه‌سواری آرمی دو تر، و روبه–لیل متروپول اشاره کرد.